# Giuseppe Santagostino
Giuseppe Santagostino, detto Pin o Pinogia (Milano, 18 marzo 1901 – Cologno Monzese, 1º aprile 1955) è stato un allenatore di calcio e calciatore italiano, di ruolo attaccante.

## Caratteristiche tecniche
(da Il Calcio Illustrato, 7 aprile 1955)

## Carriera
Ala, inizia a giocare nella squadra uliciana del Porpora F.C. di Milano con cui disputa i campionati milanesi fino alla stagione 1920-1921.
Si formò nelle giovanili del Milan, militando poi in prima squadra per dodici stagioni. In rossonero disputa 236 partite, realizzando 106 reti: ancora oggi è all'ottavo posto tra i cannonieri della storia del club. Tra i suoi gol si annovera la prima rete segnata allo Stadio San Siro, in un derby contro l'Inter, nella partita inaugurale giocatasi il 19 settembre 1926 e vinta per 6-3 dai nerazzurri. Nonostante si dimostrasse un attaccante prolifico, non fu mai convocato in Nazionale.
Dopo aver terminato la carriera agonistica, ricoprì il ruolo di allenatore del Milan e successivamente di secondo di Czeizler prima e di Sperone poi. Svolse inoltre l'incarico di osservatore (scoprì Carletto Annovazzi) e di allenatore delle squadre giovanili del Milan e in tale veste vinse per due volte il Torneo di Viareggio, ottenendo un riconoscimento dal Centro Tecnico.
Morì nel 1955 e venne sepolto al Cimitero Maggiore di Milano.

## Statistiche

### Presenze e reti nei club
| Stagione        | Squadra         | Campionato      | Campionato | Campionato | Coppe nazionali | Coppe nazionali | Coppe nazionali | Coppe continentali | Coppe continentali | Coppe continentali | Altre coppe | Altre coppe | Altre coppe | Totale | Totale |
| Stagione        | Squadra         | Comp            | Pres       | Reti       | Comp            | Pres            | Reti            | Comp               | Pres               | Reti               | Comp        | Pres        | Reti        | Pres   | Reti   |
| --------------- | --------------- | --------------- | ---------- | ---------- | --------------- | --------------- | --------------- | ------------------ | ------------------ | ------------------ | ----------- | ----------- | ----------- | ------ | ------ |
| 1921-1922       | Milan           | PD              | 10         | 6          | -               | -               | -               | -                  | -                  | -                  | -           | -           | -           | 10     | 5      |
| 1922-1923       | Milan           | PD              | 21         | 11         | -               | -               | -               | -                  | -                  | -                  | -           | -           | -           | 21     | 11     |
| 1923-1924       | Milan           | PD              | 21         | 16         | -               | -               | -               | -                  | -                  | -                  | -           | -           | -           | 21     | 16     |
| 1924-1925       | Milan           | PD              | 21         | 4          | -               | -               | -               | -                  | -                  | -                  | -           | -           | -           | 21     | 4      |
| 1925-1926       | Milan           | PD              | 17         | 6          | -               | -               | -               | -                  | -                  | -                  | -           | -           | -           | 17     | 6      |
| 1926-1927       | Milan           | DN              | 23         | 8          | CI              | 1               | 2               | -                  | -                  | -                  | -           | -           | -           | 24     | 9      |
| 1927-1928       | Milan           | DN              | 27         | 8          | -               | -               | -               | -                  | -                  | -                  | -           | -           | -           | 27     | 8      |
| 1928-1929       | Milan           | DN              | 30         | 23         | -               | -               | -               | CEC                | 2                  | 1                  | -           | -           | -           | 32     | 24     |
| 1929-1930       | Milan           | A               | 33         | 11         | -               | -               | -               | -                  | -                  | -                  | -           | -           | -           | 33     | 11     |
| 1930-1931       | Milan           | A               | 27         | 11         | -               | -               | -               | -                  | -                  | -                  | -           | -           | -           | 27     | 11     |
| 1931-1932       | Milan           | A               | 3          | 1          | -               | -               | -               | -                  | -                  | -                  | -           | -           | -           | 3      | 1      |
| Totale carriera | Totale carriera | Totale carriera | 233        | 103        |                 | 1               | 2               |                    | 2                  | 1                  |             | -           | -           | 236    | 106    |